# NGC 7378
NGC 7378 (другие обозначения — PGC 69734, MCG -2-58-5) — галактика в созвездии Водолей.
Этот объект входит в число перечисленных в оригинальной редакции «Нового общего каталога».